# 생루이주

생루이주

생루이주(프랑스어: Région de Saint-Louis)는 세네갈의 주로, 주도는 생루이이며 면적은 19,044km2, 인구는 870,629명(2013년 기준)이다. 모리타니와 국경을 맞대고 있으며 3개의 하위 행정 구역(다가나, 포도르, 생루이)을 관할한다.